# Zlín Z-37 Čmelák
Zlín Z-37 Čmelák nebo Let Z-37 Čmelák je československý jednomotorový dolnoplošník původně vyvinutý jako zemědělský letoun, který našel uplatnění i v řadě dalších oblastí. Celkem bylo vyrobeno 739 letounů tohoto typu.

## Vývoj

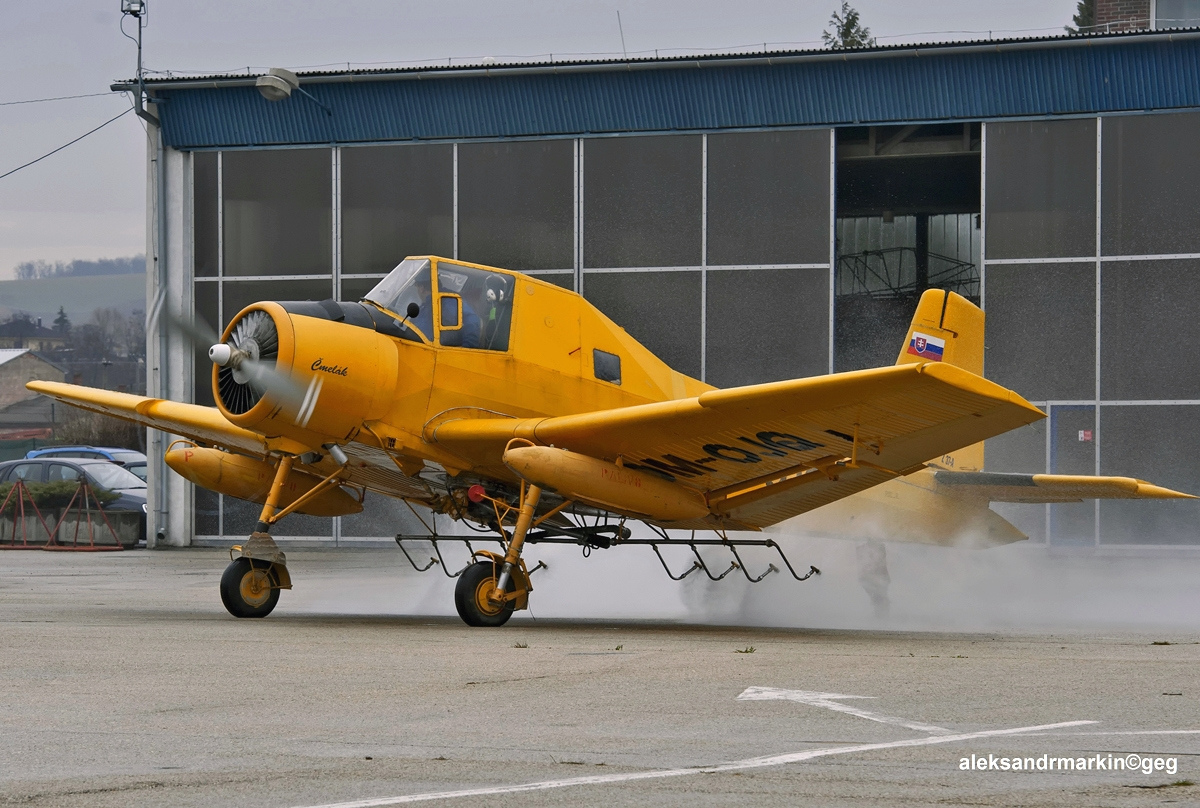
Zemědělský letoun Z-37 (OM-OJQ)

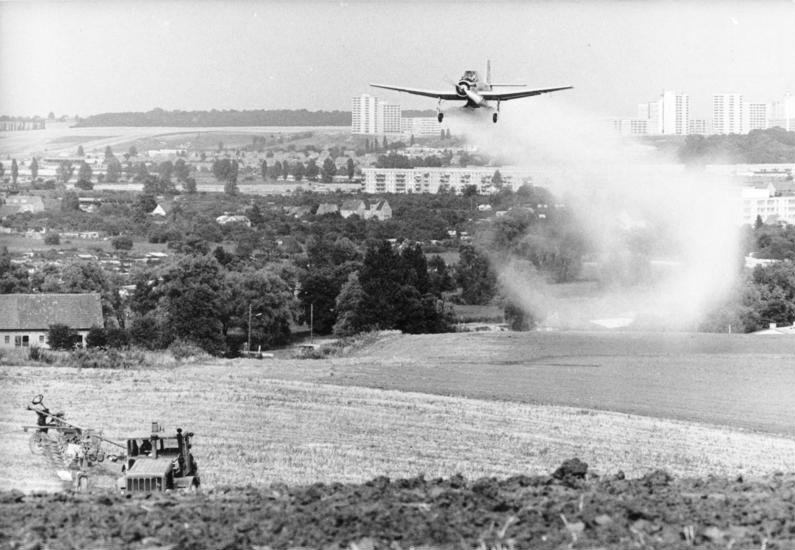
Z-37 při práškování

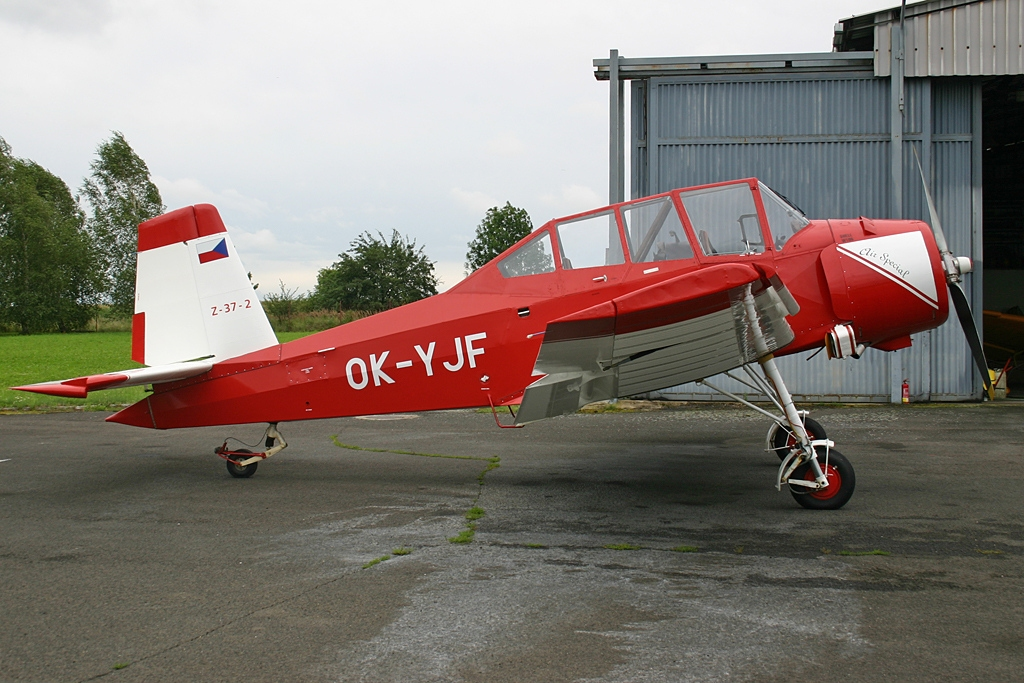
Dvoumístný cvičný letoun Z-37A-2 (OK-YJF)

Let Z-37 Čmelák byl vyvinut ve spolupráci firem Let Kunovice a Moravan Otrokovice. První prototyp pod označením XZ-37 (výr. č. 001, OK-60) poprvé vzlétl 29. června 1963 s továrním pilotem Vladimírem Vlkem. Pohonnou jednotku prototypu tvořil sovětský hvězdicový devítiválec AI-14RF o výkonu 191 kW. Po sérii testů v obou továrnách s ním Slovácký aeroklub Kunovice v roce 1969 provozoval letecko-chemickou činnost. O rok později byl letoun prodán Okresnímu zemědělskému sdružení Ústí nad Orlicí (s imatrikulací OK-SJB). V roce 1971 byl užíván STS Lanškroun. V listopadu roku 1972 byl vymazán z rejstříku.
Druhý prototyp XZ-37 (002, OK-70) zalétal František Svinka 5. listopadu 1963. Od února 1965 byl zapsán do rejstříku jako OK-SJA. Jeho provozovatelem se stal Moravan Otrokovice. Po havárii byl stejného roku zrušen. Třetí prototyp zalétaný v roce 1964 byl v červenci následujícího roku zapsán do rejstříku jako OK-TJB v majetku kunovické továrny. Vymazán byl v roce 1970. Státní zkouška se uskutečnila se čtvrtým prototypem vyrobeným v roce 1964. Od února následujícího roku nesl imatrikulaci OK-TJA a byl ve vlastnictví otrokovické továrny. V červnu byl předváděn na aerosalonu v Le Bourget. V roce 1970 byl po havárii zrušen.
Pátý prototyp XZ-37 (005, OK-UJD) byl postaven v roce 1965 a byl rovněž plně zapojen do továrních zkoušek. V roce 1968 se na něm testovalo křídlo se zvětšeným vzepětím. Po instalaci motoru se zvýšeným výkonem absolvoval v letech 1969 a 1970 zkušební zemědělský provoz ve Slováckém aeroklubu. V průběhu 70. a 80. let 20. století byl používán k vlekání kluzáků. Po roce 1990 se opět vrátil k zemědělské činnosti. Při revizi v polovině 90. let byl přetypován na Z-37A.
Šestý prototyp z roku 1965 obdržel v následujícím roce imatrikulaci OK-UJE a v červnu byl Františkem Svinkou předváděn v SSSR. Po návratu byl předváděn na leteckém dnu v Trenčíně a na podzim 1966 absolvoval předváděcí turné po skandinávských státech. Výmaz z rejstříku byl proveden v roce 1973. Prototyp výrobního čísla 007 (OK-UJC) létal od září 1967 do ledna 1968 s plochým šestiválcovým motorem Continental IO-520D o výkonu 162 kW. Po instalaci původního hvězdicového motoru byl odprodán Agroletu. Osmý prototyp z roku 1965 (od roku 1966 OK-UJF) sloužil jako zkušební stroj u výrobce, v roce 1969 byl prodán Slov-Airu a v roce 1973 byl vymazán z rejstříku.
V roce 1965 byl vyroben i prototyp výrobního čísla 009, který nesl od dubna 1966 imatrikulaci OK-UJG. Po absolvování série testů byl mechaniky továrního servisu přestavěn na osobní verzi pro pilota a tři cestující. Do plechu původní karoserie horní části trupu se mezi trubkami kostry navíc vyřezalo několik zasklených oken. Takto upravený exemplář létal od roku 1970 u Slov-Airu. Do přibližné podoby tohoto stroje bylo po roce 1990 upraveno několik Z-37 různých provozovatelů, přičemž typové označení zůstalo identické, případně bylo změněno např. do podoby Z-37A-C2.
Posledním strojem prototypové řady byl dvoumístný cvičný stroj Z-37-2 (výr. č. 010, původní označení Z-237) s druhým řízením. Vyroben byl v roce 1966 a osádkou František Srnec a František Svinka byl zalétán v září téhož roku. V únoru 1967 byl se značkou OK-VKD prodán Agroletu. Dva měsíce poté byl zapůjčen výrobci na školení bulharských pilotů. Následně byl ponejvíce využíván v letecké škole v Holešově. Od konce roku 1992 působil tři roky v Letecké škole ve Vrchlabí, poté byl vymazán z rejstříku za účelem prodeje do Surinamu. 
Ověřovací série 10 kusů zahájila dodávky v roce 1966, z nichž šest převzal Agrolet, jeden BLR a jeden Indie.
Letoun Z-37 se začal sériově vyrábět od roku 1966 a jeho výroba v různých verzích trvala až do roku 1984. V roce 1971 byla zahájena produkce verze Z-37A se zdokonalenou protikorozní ochranou draku a nově upravenými žaluziemi na krytu motoru M-462RF.
Práce na turbovrtulovém prototypu XZ-37T Čmelák Turbo (OK-146) byly zahájeny v březnu 1981. Moravan dodal trup prodloužený v zadní části o 0,8 m a do jeho přídě byla instalována pohonná jednotka M-601B o výkonu 515 kW s třílistou stavitelnou vrtulí. Zálet byl proveden 6. září 1981. Druhý prototyp XZ-37T Agro Turbo (OK-072) s motorem M-601Z s výkonem sníženým na 362 kW byl zalétán 12. července 1983. Upravené křídlo bylo vybaveno winglety 
Celkem bylo vyrobeno 739 kusů, z čehož bylo 26 letounů Z-37-2, 10 kusů prototypové a deset ověřovací série.

## Použití
Letoun měl a má široké uplatnění, snad nejznámější je jeho zemědělská verze pro rozprašování sypkých hmot i k postřiku. Dalším využitím je vlekání leteckých transparentů a větroňů. Vyráběná "nezemědělská" (resp. cvičná) verze nebo s kabinou pro 1 až 2 cestující stejně jako následně přestavěná zemědělská verze se užívá jako dopravního letounu pro osobní dopravu a k vyhlídkovým letům.

### Vojenské využití
V srpnu 2025 média informovala o využití ukrajinského letounu Zlin Z-137T Agro Turbo v boji proti ruským dronům ve válce na Ukrajině. Letoun byl vyzbrojen dvojicí řízených střel vzduch-vzduch R-73 s infračerveným navedením.

## Verze

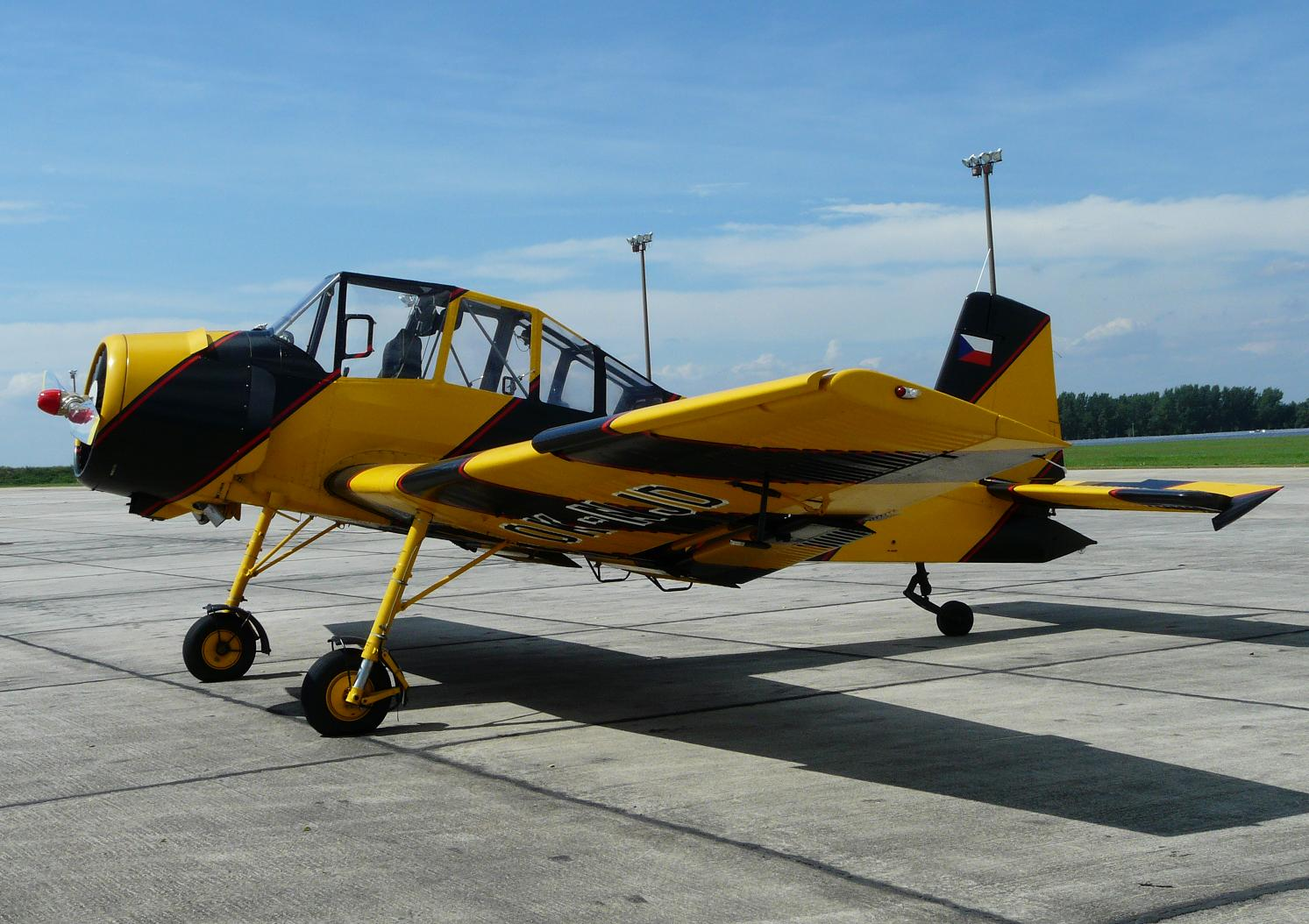
Z-37A C3 (OK-NJD)

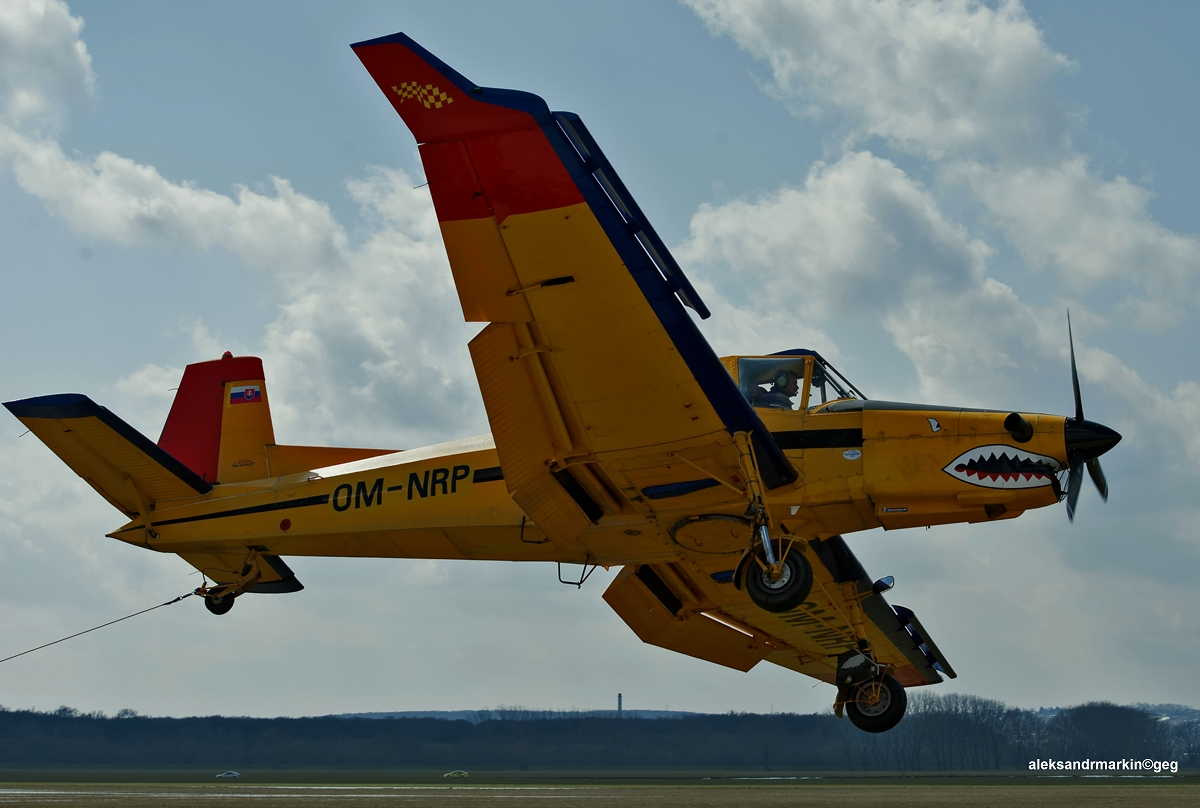
Z-137T (OM-NRP) startuje s kluzákem ve vleku

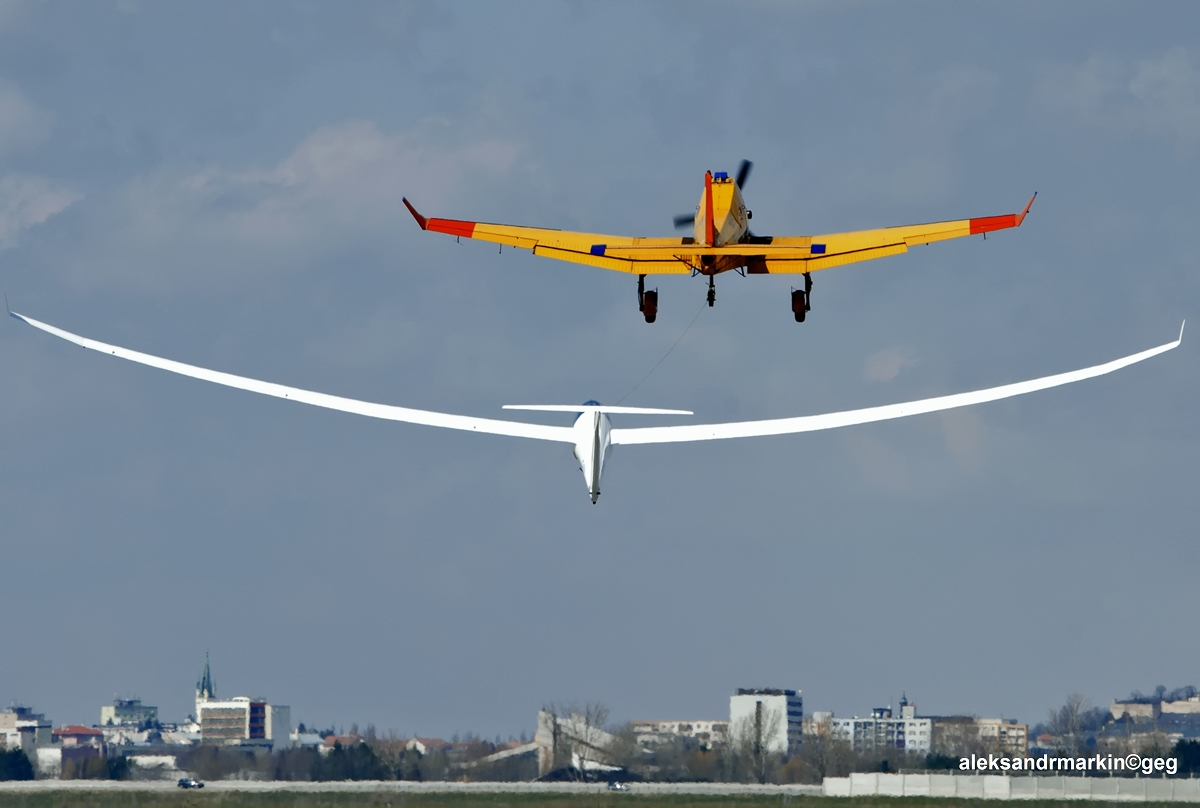
Z-137T (OM-NRP) startuje s kluzákem ve vleku

XZ-37
První prototypy
Z-37
Letadla první produkce 1965-1971.
Z-37A
Další produkce 1971–1975 a 1983–1984, 650 letadel.
Z-37A-2
Dvousedadlová cvičná verze, 26+1 prototyp.
Z-37A C3 „Hyena“
Speciální čtyřsedadlová verze pro Státní leteckou inspekci. Vylepšená avionika a tlumiče hluku. Jeden stroj (OK-HYA) byl využíván při vyšetřování leteckých nehod. V roce 2012 předán VHÚ Praha.

### Odvozené typy
XZ-37T
Prototyp s turbovrtulovým motorem Walter M-601B, prodlouženým trupem a dalšími inovacemi, zkonstruován 1981.
Z-37T Agro Turbo
Sériová verze s motorem Walter M-601Z 1985–1987, postaveno 28 letadel včetně Z-37T-2 cvičné verze.
Z-37T-2
Dvousedadlová turbovrtulová cvičná verze 1985–1987.
Z-137T
Další modernizovaná a výkonnější verze Z-37T Agro Turbo

#### Z-37TM
Militarizovaná verze vyvíjená pro NDR. Pouze 1 prototyp. Nachází se v muzeu Kunovice

## Technický popis
Z-37 je samonosný dolnoplošník s celokovovým křídlem, trupem svařeným z ocelových trubek potaženým tesilovou tkaninou s polyuretanem. Podvozek ostruhového typu s širokým rozchodem a velkou výškou hlavních noh.
Křídlo je třídílné. Obdélníkový centroplán je dvounosníkový, spojený s trupem šesti závěsy. K centroplánu jsou zavěšeny lichoběžníkové vnější části, opatřené na náběžné hraně vnějších částí pevnými sloty. Křídlo je vybaveno velmi účinnými dvojštěrbinovými vztlakovými klapkami. Maximální výchylka klapky v poloze pro přistání je 50°.

## Uživatelé

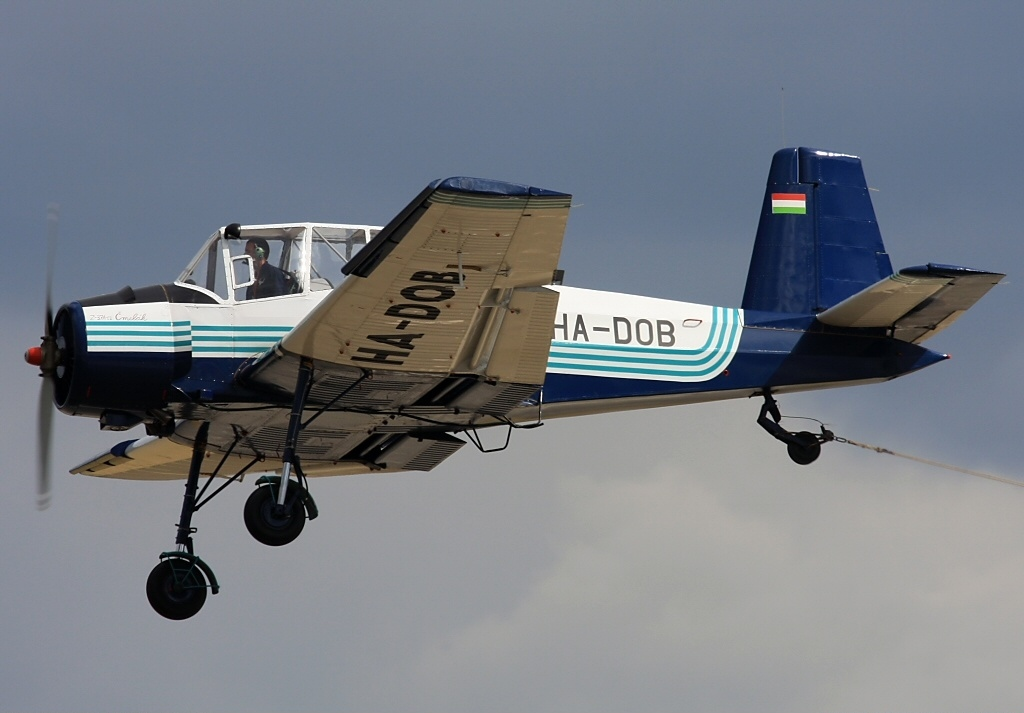
Maďarský letoun Z-37A-2 (HA-DOB)

- Bulharsko
- Československo
- Finsko
- Indie
- Irák
- Jugoslávie
- Maďarsko
- Východní Německo
- USA
- Spojené království

## Specifikace (Z-37A)

Třípohledový nákres Z-37

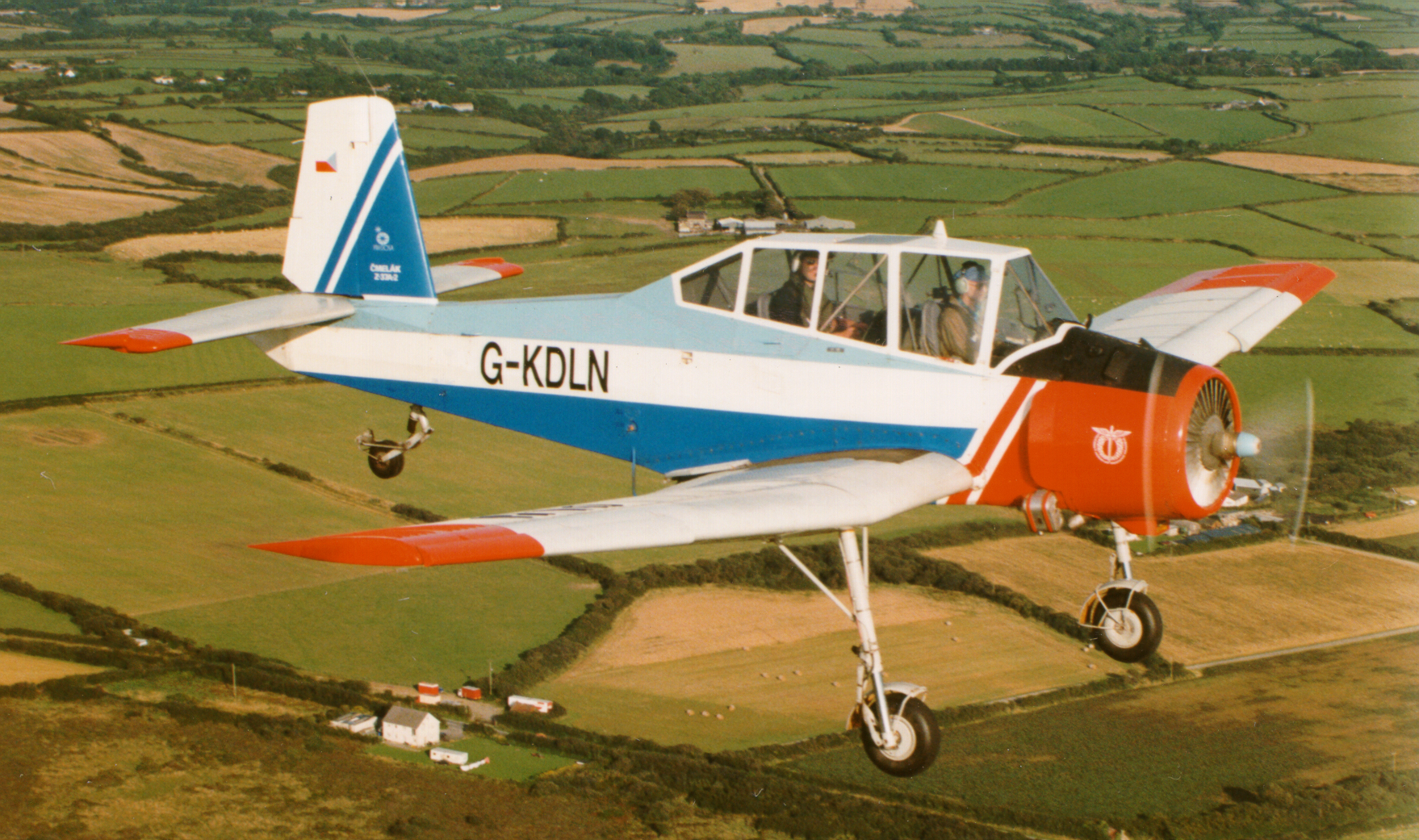
Z-37-2 (G-KDLN, později OK-ZZZ)

### Technické údaje
- Posádka: 1
- Kapacita: mechanik (volitelné), 650 l chemikálií
- Rozpětí: 12,22 m
- Délka : 8,55 m
- Výška: 2,90 m
- Nosná plocha: 23,80 m²
- Prázdná hmotnost: 985 kg
- Hmotnost vzletová: 1 850 kg
- Pohonná jednotka: 1 × hvězdicový devítiválec M-462RF s reduktorem (modifikovaný AI-14RF)
- Vrtule: Avia V-520, dvoulistá, hydraulicky ovládaná
- Výkon motoru: 232 kW (315 k)

### Výkony
- Maximální rychlost: 237 km/h
- Cestovní rychlost: 180 km/h
- Pádová rychlost: 71 km/h
- Minimální rychlost: 81 km/h
- Vytrvalost ve vzduchu: 3,5 hodiny
- Dolet: 640 km
- Dostup: 4 050 m